# Giuseppe Dante
Giuseppe Dante (Piove di Sacco, 14 marzo 1931 – Desio, 21 novembre 2018) è stato un ciclista su strada italiano.

## Carriera
Nacque a Piove di Sacco, in provincia di Padova, ma si trasferì in Lombardia sin da piccolo. Soprannominato "Peppe" o "Peppino", nel 1956, da dilettante, vinse la Coppa Caduti Nervianesi a Nerviano.
Passò professionista nel 1957, a 26 anni, con la San Pellegrino Sport, correndo quell'anno il Giro d'Italia, la Milano-Sanremo e il Giro di Lombardia, che concluse al 18º posto. Nel 1958 vestì la maglia dell'Asborno-Fréjus, mentre nel 1959 passò alla Ignis, con la quale prese parte alla sua unica Parigi-Roubaix in carriera, e con cui ottenne la sua unica vittoria da professionista, nella quarta tappa della Volta Ciclista a Catalunya, da Tortosa a Lleida.
Dopo un altro anno alla Ignis e uno alla Fides, nel 1962 si trasferì alla Legnano, partecipando al Tour de France. Nel 1963 fu attivo con la Molteni, mentre nel 1964 gareggiò da individuale; si ritirò nel 1965, a 34 anni, dopo una stagione alla G.B.C.. In totale in carriera partecipò a sette Giri d'Italia (portandone a termine quattrp, miglior piazzamento il 28º posto del 1962), due Tour de France (uno solo terminato), cinque Milano-Sanremo (miglior piazzamento il 35º del 1959), una Parigi-Roubaix e sette Giri di Lombardia (miglior piazzamento il sesto posto del 1961). 
Morì nel 2018, a 87 anni. Suo nipote Stefano Dante fu professionista negli anni 1990 con due partecipazioni alla Vuelta a España.

## Palmarès
- 1956 (dilettanti)

Coppa Caduti Nervianesi
- 1959 (Ignis, una vittoria)

4ª tappa Volta Ciclista a Catalunya (Tortosa > Lleida)

## Piazzamenti

### Grandi Giri
- Giro d'Italia

1957: ritirato
1958: ritirato
1959: 38º
1960: ritirato
1961: 62º
1962: 28º
1963: 41º
- Tour de France

1962: 66º
1963: ritirato (8ª tappa)

### Classiche monumento
- Milano-Sanremo

1957: 74º
1958: 83º
1959: 35º
1960: 116º
1962: 42º
- Parigi-Roubaix

1959: 47º
- Giro di Lombardia

1957: 18º
1958: 27º
1959: 21º
1960: 25º
1961: 6º
1962: 26º
1963: 31º